# Hohhot
Hohhot (en mongol: Хөх Хот, romanizado: Höh Hot ; en chino, 呼和 浩特; pinyin, Hūhé Hàotè) es la capital de la región autónoma de Mongolia Interior de la República Popular China. Su área es de 17 186 km² y su población total para 2020 superó los 3,44 millones de habitantes.

## Toponimia
El nombre de la ciudad es un compuesto de dos palabras mongolas Hoh (Хөх 'azul') y Hot (Хот 'asentamiento'), debido a que la ciudad central está ubicada al norte de la montaña Daqing (大青山
'montaña el Gran Azul'), el azul en la cultura mongol se asocia con el cielo, la eternidad y la pureza. Este nombre fue llevado de manera fonética al chino como Hoh Hôt (en chino, 呼和 浩特; pinyin, Hūhé Hàotè).
A la ciudad se le conoce literalmente como "ciudad Azul" (青城 Qīng chéng) , aunque también se la conoce erróneamente como "ciudad Verde".

## Administración
La ciudad-prefectura de Hohhot está conformada de 9 localidades que se administran en 4 distritos urbanos, 4 condados y 1 bandera:
- Distrito Huimin (回民区)
- Distrito Xincheng (新城区)
- Distrito Yuquan (玉泉区)
- Distrito Saihan (赛罕区)
- Condado Togtoh (托克托县)
- Condado Wuchuan (武川县)
- Condado Horinger (和林格尔县)
- Condado Qingshuihe (清水河县)
- Bandera Tumo tezuo (土默特左旗)

- Estos a su vez se administran en 126 pueblos.

## Historia
Fue fundada en 1580 por Altan Khan. La ciudad era originariamente un oasis en el desierto de Mongolia que se fue desarrollando como ciudad durante la dinastía Ming. En la denominada Ciudad Vieja aún se pueden encontrar edificios de este periodo.
La ciudad ganó importancia durante la dinastía Qing y se convirtió en el centro político de la región. Los edificios que se construyeron con este desarrollo constituyen lo que se conoce como Ciudad Nueva.
En 2003 Hohhot contaba con más de dos millones de habitantes, un 11% de ellos de etnia mongola. Ocupa una extensión de 6200 km². La ciudad tiene diversos templos budistas así como una mezquita.

## Puntos de interés
- Tumba de Wan Zhaojun: está situada a unos nueve kilómetros al sur del centro de Hohhot. Se cree que ahí está enterrada una doncella de la corte del emperador Yuan Di de la dinastía Han. Esta doncella aceptó casarse con el jefe de una tribu mongol para asegurar la paz.
- Templo de las cinco pagodas: de arquitectura mongol, muy parecida a la hindú, el templo fue construido en 1732. En sus paredes están grabadas más de 1500 figuras de Buda así como diversos textos budistas.
- Dazhao: monasterio budista construido en 1579, es el más antiguo de la ciudad.

## Clima
Localizada en el centro sur de Mongolia Interior, la ciudad se encuentra rodeada por las montañas Daqing (大青山) al norte y al sur por la meseta Hetao, una parte de las Montañas Yin.
La ciudad es fría, marcada por veranos calientes y vientos fuertes en primavera. El mes más frío es enero con −11 °C y el más caliente es julio con 22 °C. La temperatura media anual es de 6,7 °C y la precipitación media es de 400 milímetros, con más de la mitad en julio y agosto.
| Parámetros climáticos promedio de Hohhot (1971−2000) | Parámetros climáticos promedio de Hohhot (1971−2000) | Parámetros climáticos promedio de Hohhot (1971−2000) | Parámetros climáticos promedio de Hohhot (1971−2000) | Parámetros climáticos promedio de Hohhot (1971−2000) | Parámetros climáticos promedio de Hohhot (1971−2000) | Parámetros climáticos promedio de Hohhot (1971−2000) | Parámetros climáticos promedio de Hohhot (1971−2000) | Parámetros climáticos promedio de Hohhot (1971−2000) | Parámetros climáticos promedio de Hohhot (1971−2000) | Parámetros climáticos promedio de Hohhot (1971−2000) | Parámetros climáticos promedio de Hohhot (1971−2000) | Parámetros climáticos promedio de Hohhot (1971−2000) | Parámetros climáticos promedio de Hohhot (1971−2000) |
| Mes                                                  | Ene.                                                 | Feb.                                                 | Mar.                                                 | Abr.                                                 | May.                                                 | Jun.                                                 | Jul.                                                 | Ago.                                                 | Sep.                                                 | Oct.                                                 | Nov.                                                 | Dic.                                                 | Anual                                                |
| ---------------------------------------------------- | ---------------------------------------------------- | ---------------------------------------------------- | ---------------------------------------------------- | ---------------------------------------------------- | ---------------------------------------------------- | ---------------------------------------------------- | ---------------------------------------------------- | ---------------------------------------------------- | ---------------------------------------------------- | ---------------------------------------------------- | ---------------------------------------------------- | ---------------------------------------------------- | ---------------------------------------------------- |
| Temp. máx. media (°C)                                | −5.0                                                 | −0.4                                                 | 7.0                                                  | 16.3                                                 | 23.2                                                 | 27.3                                                 | 28.5                                                 | 26.4                                                 | 21.2                                                 | 14.1                                                 | 4.4                                                  | −3.2                                                 | 13.30                                                |
| Temp. mín. media (°C)                                | −16.8                                                | −12.8                                                | −5.5                                                 | 1.6                                                  | 8.2                                                  | 13.3                                                 | 16.4                                                 | 14.8                                                 | 8.3                                                  | 1.0                                                  | −7.0                                                 | −14.2                                                | 0.6                                                  |
| Precipitación total (mm)                             | 2.6                                                  | 5.2                                                  | 10.2                                                 | 13.5                                                 | 27.6                                                 | 47.2                                                 | 106.5                                                | 109.1                                                | 47.4                                                 | 20.7                                                 | 6.2                                                  | 1.8                                                  | 398.0                                                |
| Días de precipitaciones (≥ 0.1 mm)                   | 2.5                                                  | 2.8                                                  | 3.4                                                  | 3.7                                                  | 6.0                                                  | 8.9                                                  | 12.9                                                 | 12.7                                                 | 8.3                                                  | 4.5                                                  | 2.4                                                  | 1.8                                                  | 69.9                                                 |
| Horas de sol                                         | 180.7                                                | 198.3                                                | 245.5                                                | 268.6                                                | 294.5                                                | 291.3                                                | 264.9                                                | 255.2                                                | 252.1                                                | 244.8                                                | 195.3                                                | 171.0                                                | 2862.2                                               |
| Humedad relativa (%)                                 | 58                                                   | 52                                                   | 46                                                   | 37                                                   | 39                                                   | 47                                                   | 61                                                   | 66                                                   | 62                                                   | 59                                                   | 59                                                   | 59                                                   | 53.8                                                 |
| Fuente: Administración Meteorológica China           |                                                      |                                                      |                                                      |                                                      |                                                      |                                                      |                                                      |                                                      |                                                      |                                                      |                                                      |                                                      |                                                      |

## Transporte
- Estación de Hohhot
- Aeropuerto Internacional de Hohhot Baita
- Central térmica de Tuoketuo